# Емил Марков (актьор)
Вижте пояснителната страница за други личности с името Емил Марков.
Емил Здравков Марков е български актьор, режисьор и сценарист. Известен е с ролята на доцент Захариев в медицинския сериал „Откраднат живот“ (2016 – 2021), както и Константин Шейтанов в „Лъжите в нас“ (2022).

## Биография
Емил Марков е роден на 28 април 1963 г. в град Бургас, Народна република България.
През 1988 г. завършва ВИТИЗ „Кръстю Сарафов“ със специалност „Актьорско майсторство за драматичен театър“.
Играе в Драматичния театър в Сливен, Народния театър „Иван Вазов“, Младежкия театър „Николай Бинев“ и др.
Сценарист е на телевизионните предавания „Каналето“ (1998 – 2004), „Вот на доверие“ (2004 – 2006), „Комиците“ (2007 – 2013) и сериалите „Столичани в повече“, „Дървото на живота“ и „Откраднат живот“.
Режисьор е на комедийния спектакъл „Магията на Ненчо“ в театър „Българска армия“, където участват Ненчо Илчев и Любомир Нейков.
Участва в множество филми и сериали. Най-популярната му роля е на доцент Захариев в медицинския сериал „Откраднат живот“ от 2016 г. до 2021 г., който също е един от сценаристите на сериала.
През 2022 г. играе главната роля на Константин Шейтанов в новия сериал „Лъжите в нас“, който се очаква да излезе през пролетта на 2022 г. по NOVA.

## Филмография
- „Механикът“ (2005, САЩ) – Миша
- „Ханибал: Кошмарът на Рим“ (2006, Великобритания) – римски генерал
- „Непобедимият“ (2006, САЩ) – капитан от полицията
- „Фаворитът 2“ (2006, САЩ)
- „Двойна самоличност“ (2009, САЩ) – детектива
- „Въпрос на съвест“ (2010 – 2011, Италия) – сърбинът
- „С лице надолу“ (2015) – полицай
- „Връзки“ (2015)
- „Пеещите обувки“ (2015) – министър на културата
- „Келтите“ (2015, Германия) – римски сенатор
- „Грамофон“ (2016)
- „Откраднат живот“ (2016 – 2021) – доцент Петър Захариев[8]
- „Полицаите от края на града“ (2018) – доктор
- „Петя на моята Петя“ (2022) – бащата на Мони
- „Лъжите в нас“ (2022) – Константин Шейтанов
- "Гунди – Легенда за любовта"(2024) - архитект Марков

## Личен живот
Женен е за актрисата Албена Павлова и имат две деца – един син на име Здравко и една дъщеря – Мина, която играе Яна Лютова в „Столичани в повече“.

## Номинации
- 2018 – първа номинация за наградите „NOVA подкрепя българските филми“ за ролята на доц. Захариев[12]
- 2019 – втора номинация за наградите „NOVA подкрепя българските филми“ за ролята на доц. Захариев[13]